# Giovani Ratinho
Giovani Leite de Abreu (Rio de Janeiro, 5 de junho de 1975), mais conhecido como Giovani Ratinho, é um político brasileiro. Atualmente é deputado estadual pelo Solidariedade e ex-vereador da cidade de São João de Meriti.

## Biografia
Nas eleições de 2018, foi candidato a deputado estadual pelo PTC e foi eleito com 13.234 votos. Nas eleições de 2022, se reelegeu pelo Solidariedade com 33.416 votos. Ratinho é lider do partido e também exerce o papel de quarto-secretário na ALERJ.
Nas eleições de 2020, foi candidato à prefeito da cidade de São João de Meriti, mas não conseguiu chegar ao segundo turno, ficando na quinta colocação, tendo 12,27%, equivalente a 27.276 votos.
Giovani também é pai de Giovani Ratinho Júnior, vereador em segundo mandato por São João de Meriti.